# Kdegames
Kdegames est un ensemble de logiciels de jeu pour l'environnement de bureau KDE.
De nombreux jeux, dont le titre commence généralement par K, sont disponibles.

## Liste des jeux
- Atlantik
- Kajongg
- KAsteroids
- KAtomic
- KBackgammon
- KBattleship
- KBlackBox
- KBounce
- Kdiamond
- KenolabA
- KFoulEggs
- KGoldRunner
- KJumpingCube
- Klickety
- KLines
- KMines
- KNetWalk
- Kolf
- Konquest
- KPatience
- KPoker
- KSameGame
- KShisen
- KSirtet
- KSmileTris
- KSnake
- KSokoban
- KSpaceDuel
- KTetris
- KTron
- KTuberling
- KWin4
- Lt. Skat
- Shisen-Sho

### KBattleship
KBattleship est un jeu vidéo de type bataille navale écrit pour l'environnement de bureau libre KDE. Le jeu est disponible sous GNU/Linux et est sous licence GNU GPL. Un joueur affronte un adversaire dirigé par l'ordinateur.
Le jeu est jouable en réseau sur Internet, mais il est aussi possible de jouer à deux sur une même machine.

### KLines

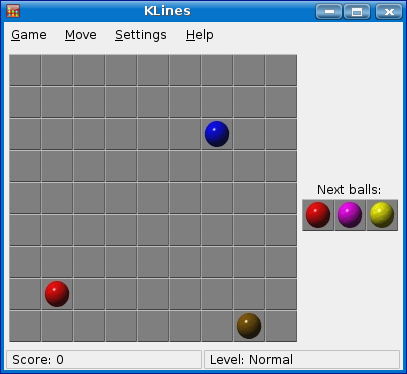
Une configuration initiale de KLines sous KDE 3.5.2

KLines ou Kolor Lines est une implémentation sous KDE d'un jeu appelé Color Lines. Le jeu se joue sur un plateau {\displaystyle 9\times 9} contenant au départ trois boules choisies parmi sept couleurs possibles. Le joueur peut déplacer une boule par tour, et doit tenter de retirer le plus de boules possibles en en alignant au moins cinq de la même couleur, auquel cas il peut ensuite déplacer une nouvelle boule. S'il n'y arrive pas, trois nouvelles boules sont ajoutées, et le jeu se termine quand le plateau est rempli.

### KShisen

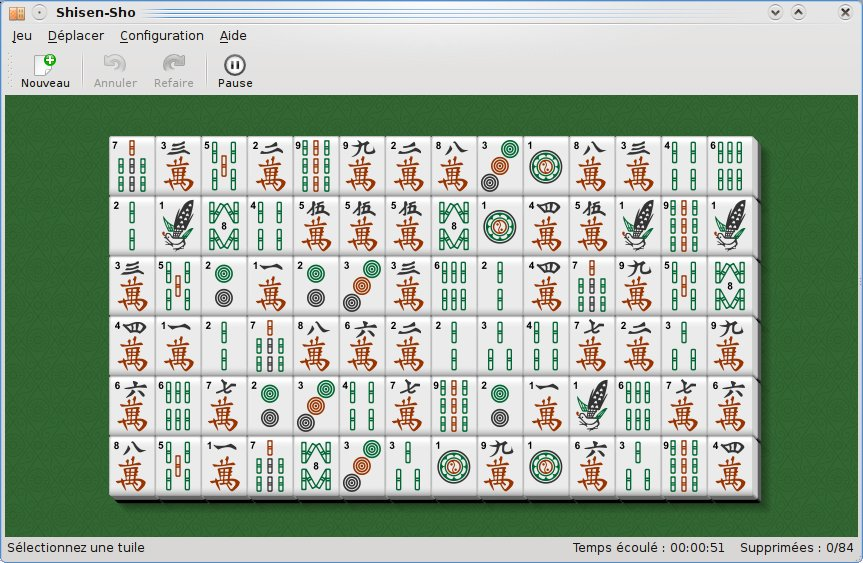
Shisen-Sho version 1.6.2 sous KDE 4.2.4

Kshisen est un jeu de Mah-Jong, apparenté au jeu Shanghai (Activision). C'est un mah-jong publié sous licence libre (Licence publique générale GNU) pour le système d'exploitation GNU/Linux. Il utilise un jeu de tuiles : 38 figures différentes, avec 4 tuiles de chaque sorte. Le but du jeu est de retirer toutes les tuiles du plateau de jeu en un minimum de temps.
On peut retirer seulement deux tuiles semblables à la fois et seulement si elles peuvent être reliées par un trait composé au maximum de trois segments. Les parties d'un trait peuvent être horizontales ou verticales, mais pas en diagonale, et peuvent traverser le pourtour vide du jeu. Les traits sont indiqués par le jeu dès qu'on a cliqué sur les deux tuiles semblables qui correspondent à ces critères. Le jeu est terminé lorsque toutes les tuiles ont été retirées ou que plus aucun coup n'est possible alors qu'il reste des tuiles sur le plateau. Plus les tuiles ont été retirées rapidement, plus on a de chances de figurer au "tableau d'honneur".
Page de KShisen sur le site de KDE